# 352년

## 연호
- 동진(東晉) 영화(永和) 8년
- 전량(前凉) 건흥(建興) 40년
- 전연(前燕) 원새(元璽) 원년
- 전진(前秦) 황시(皇始) 2년
- 대(代) 건국(建國) 15년
- 염위(冉魏) 영흥(永興) 3년

## 기년
- 동진(東晉) 목제(穆帝) 8년
- 신라(新羅) 흘해 이사금(訖解泥師今) 43년
- 고구려(高句麗) 고국원왕(故國原王) 22년
- 백제(百濟) 근초고왕(近肖古王) 7년

## 사건
- 훈족과 알란족이 전쟁을 시작하다. 이 전쟁은 354년에 끝나다.